# Гипф-Оберфрик
Гипф-Оберфрик (нем. Gipf-Oberfrick) — коммуна в Швейцарии, в кантоне Аргау.
Входит в состав округа Лауфенбург.  Население составляет 3186 человек (на 31 декабря 2007 года). Официальный код  —  4165.